# Tomares boisduvali
Tomares boisduvali är en fjärilsart som beskrevs av Charles Oberthür 1910. Tomares boisduvali ingår i släktet Tomares och familjen juvelvingar. Inga underarter finns listade i Catalogue of Life.